# Darwinopterus
Darwinopterus – rodzaj pterozaura żyjącego w środkowej jurze na obecnych terenach Azji. Wykazywał kombinację cech typowych dla wczesnych, przeważnie długoogonowych form, jak również bardziej zaawansowanych, wyłącznie krótkoogonowych pterodaktyli i przypuszczalnie stanowi formę „pośrednią” pomiędzy tymi grupami.

## Budowa
Darwinopterus był niewielkim pterozaurem o stosunkowo dużej czaszce – u holotypu D. modularis (ZMNH M8782) mierzy ona 18,5 cm długości. Jej długość niemal dwukrotnie przekracza łączną długość kręgów grzbietowych i krzyżowych, co jest wartością wyższą, niż u któregokolwiek z bazalnych pterozaurów, jak również stosunkowo wysoką jak dla pterodaktyli. Jedną z cech diagnostycznych Darwinopterus jest znaczne wydłużenie tylnej części czaszki. W szczękach znajdowało się po 15 par smukłych, przystosowanych do chwytania zębów. Najdłuższe z nich znajdowały się na przodzie szczęk. D. robustodens miał mniej zębów: około 9 par w szczęce i 11 w żuchwie. Były też one krótsze i masywniejsze. Grzebień czaszkowy z ząbkowaną górną krawędzią jest podobny do tego występującego u bazalnych przedstawicieli Dsungaripteroidea, takich jak Germanodactylus i Noripterus, oraz niektórych Ctenochasmatoidea.
Podobnie jak inne pterozaury Darwinopterus modularis miał dziewięć kręgów szyjnych, choć u D. robustodens występuje tylko osiem kręgów (u D. linglongtaensis zachowały się tylko trzy kręgi, jednak szyja holotypu tego gatunku jest bardzo niekompletna). Są one silnie przodowklęsłę. Szyja jest równej długości lub nieco dłuższa niż łączna długość kręgów grzbietowych i krzyżowych, co jest proporcją spotykaną wcześniej jedynie u pterodaktyli. Kręgi szyjne (zwłaszcza III–VII) były wydłużone, miały niskie wyrostki kolczyste i nie występowały na nich żebra szyjne. Szkielet pozaczaszkowy wykazywał wiele cech prymitywnych – Darwinopterus miał długi ogon składający się z ponad dwudziestu kręgów (późniejsze odkrycia wskazały, że składał się z 30 kręgów) oraz 27 kręgów przedogonowych, co także jest cechą plezjomorficzną.
Darwinopterus linglongtaensis i D. robustodens osiągały mniejsze rozmiary niż D. modularis. Holotyp i jedyny znany okaz D. linglongtaensis należał prawdopodobnie do osobnika bliskiego dorosłości, natomiast holotyp D. robustodens, także będący jedynym znanym osobnikiem tego gatunku, jest prawdopodobnie dorosły, na co wskazują zrośnięte miednica i kość łopatkowo-krucza.
Darwinopterus znany jest ze skamieniałości osobników w różnym wieku – od bardzo młodych do dorosłych – co umożliwia stwierdzenie, jakie zmiany zachodziły w budowie jego szkieletu wraz z dorastaniem. Unwin i współpracownicy (2012) odkryli, że u najmłodszego znanego osobnika ogon składał się tylko z 15 kręgów i był krótszy od łącznej długości wszystkich kręgów grzbietowych i krzyżowych zwierzęcia; jego ogon był podobny do krótkich ogonów pterodaktyli. U starszych, ale wciąż niedojrzałych osobników ogon wydłużał się i miał już wszystkie 30 kręgów; dopiero u osobników dorosłych osiągał on maksymalną długość (ponad 3–krotnie dłuższy od łącznej długości kręgów grzbietowych i krzyżowych). W związku z tym odkryciem Unwin i współpracownicy sugerują, że skrócenie ogona u pterodaktyli jest wynikiem spowolnienia wzrostu i rozwoju kręgów ogonowych w porównaniu z pozostałymi kośćmi ich szkieletów, przez co zachowywały one przez całe życie budowę, która u ich przodków cechowała tylko ogony młodych osobników.

### Dymorfizm płciowy
Odnaleziono szczątki wielu osobników D. modularis należące do dwóch wyraźnie odmiennych morfotypów. Niektóre z nich cechowały się dużymi grzebieniami na czaszce i stosunkowo niewielką miednicą, której elementy od strony brzusznej były zrośnięte, natomiast pozostałe miały szerszą, niezrośniętą miednicę i nie miały grzebieni na czaszce. W bezpośredniej bliskości miednicy jednego z bezgrzebieniowych osobników zachowało się jajo, co dowodzi, że była to samica i sugeruje, że wszystkie bezgrzebieniowe osobniki to samice, a te z grzebieniami – samce. Jest to jeden z najbardziej ewidentnych przykładów występowania dymorfizmu płciowego u pterozaurów. Obie płcie osiągały zbliżone rozmiary; dorosły osobnik ważył prawdopodobnie około 110–220 g.

## Systematyka
Według analizy kladystycznej przeprowadzonej przez Lü Junchanga i współpracowników Darwinopterus jest taksonem siostrzanym dla pterodaktyli i jedynym pterozaurem niezaliczonym do kladu Pterodactyloidea, ani do parafiletycznej grupy Rhamphorhynchoidea. Dla kladu obejmującego pterodaktyle i Darwinopterus autorzy ukuli nazwę Monofenestrata, pochodzącą od obecności u nich okna złożonego z połączonych okien nosowego i przedoczodołowego. U Darwinopterus modularis nie występują cechy pośrednie – czaszka jest zdominowana przez cechy zaawansowane, typowe dla Pterodactyloidea, podczas gdy tułów, kończyny i ogon przez prymitywne cechy charakterystyczne dla Rhamphorhynchoidea. W szkielecie pozaczaszkowym także występują jednak pewne cechy zaawansowane, m.in. wydłużenie kręgów szyjnych środkowego odcinka szyi.
Darwinopterus jest prawdopodobnie blisko spokrewniony z rodzajem Wukongopterus znanym z formacji Daohugou, wraz z którym – oraz być może np. Changchengopterus – może należeć do kladu Wukongopteridae. Cechy łączące te dwa taksony obejmują okno nosowo-przedoczodołowe, wydłużone kręgi szyjne i pochyloną kość kwadratową – będące cechami typowymi dla Pterodactyloidea, lecz niezwykłymi dla pterozaurów nienależących do tej grupy. Kolejnym przedstawicielem Wukongopteridae jest Kunpengopterus. Monofiletyzm tej grupy nie został jednak potwierdzony analizami kladystycznymi – według Martilla i Etchesa możliwe, że taksony zaliczane do Wukongopteridae to grupa parafiletyczna względem Pterodactyloidea. Autorzy ci nie wykluczają, że Darwinopterus i Wukongopterus są synonimami, a różnice pomiędzy nimi wynikają z odmiennych stanów zachowania skamieniałości.

## Paleobiologia

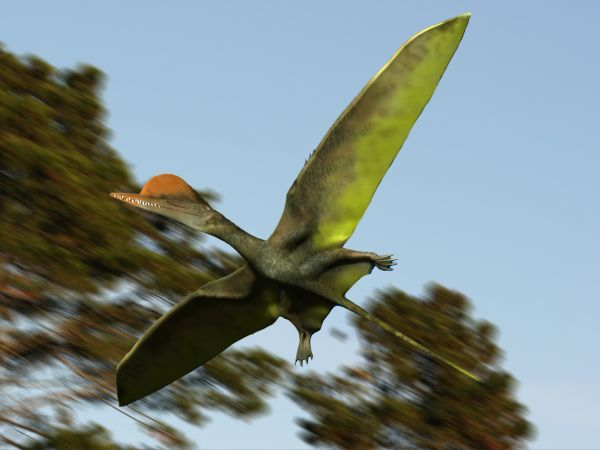
Rekonstrukcja Darwinopterus modularis

Dokładne funkcjonalne i ekologiczne znaczenie wydłużenia czaszki, połączenia okna nosowego i przedoczodołowego, stosunkowe zwiększenie rozmiarów i objętości puszki mózgowej, uproszczenie uzębienia oraz zmiany w kształcie kręgów szyjnych i utraty żeber szyjnych nie jest znane. Lü i współpracownicy na podstawie cech zębów i szyi sugerują, że Darwinopterus modularis mógł być aktywnym drapieżnikiem, polującym w powietrzu na niewielkie kręgowce, takie jak współczesne mu pierzaste maniraptory (skansoriopteryks, epidendrozaur, Anchiornis), szybujące ssaki (Volaticotherium) oraz inne pterozaury, takie jak Changchengopterus. Darwinopterus robustodens osiągał mniejsze rozmiary, a jego krótkie i masywne zęby mogły być przystosowane do miażdżenia pancerzyków chrząszczy, zwłaszcza sprężykowatych i Lasiosynidae, które licznie zamieszkiwały te same tereny. Darwinopterus również padał jednak ofiarą agresji ze strony innych zwierząt – jeden z okazów odnaleziono w bezpośredniej bliskości jaja, co sugeruje, że należy on do dojrzałej płciowo samicy. Prawdopodobnie po złamaniu lewego skrzydła wpadła do wody i utonęła. Po rozpoczęciu procesu rozkładu jajo zostało wydalone z jej ciała.
Podobnie jak u wielu innych pterozaurów, u Darwinopterus występował dymorfizm płciowy. Grzebienie występujące na czaszkach samców prawdopodobnie służyły do ozdoby i były pokryte tkankami miękkimi, które znacznie je powiększały. Prawdopodobnie struktury te wyewoluowały w wyniku działania doboru płciowego. Darwinopterus składały stosunkowo niewielkie jaja, o względnej wielkości zbliżonej jak u łuskonośnych. Jajo samicy ZMNH M8802, o masie szacowanej na 110–220 g, ważyło około 11 g, a pisklę – 4,7 g. Pergaminowata skorupka jaja wskazuje na jego zagrzebanie w ziemi i wchłonięcie przez nie dużej ilości wody po złożeniu. Taki sposób rozmnażania bardziej przypomina występujący u współczesnych gadów niż u ptaków. Prawdopodobnie Darwinopterus, podobnie jak inne pterozaury, nie opiekował się jajami ani potomstwem.

## Historia odkryć
Darwinopterus modularis został formalnie opisany w 2010 roku, jednak publikacja, w której nadano mu nazwę, ukazała się w internecie jeszcze w 2009 roku. Nazwa rodzajowa pochodzi od nazwiska urodzonego w 1809 roku Karola Darwina, honorując dwusetną rocznicę jego narodzin oraz 150. wydania książki O powstawaniu gatunków, oraz od greckiego słowa pteron („skrzydło”). Nazwa gatunkowa modularis pochodzi z łaciny i oznacza „złożony z zamiennych jednostek”. Holotypem jest ZMNH M8782 – zachowany w dobrym stanie szkielet obejmujący czaszkę, niemal kompletny kręgosłup oraz kości kończyn, niekompletny mostek, kości obręczy barkowej oraz miednicy. Drugi odkryty szkielet (YH-2000) jest niemal kompletny i należy do nieco mniejszego osobnika. Z tej samej lokalizacji wydobyto również pozostałości kolejnych kilku osobników. Skamieniałości odnaleziono w środkowojurajskich osadach formacji Tiaojishan w prowincji Liaoning. Wiek tych osadów szacowano na 169–152 mln lat lub 165–156 mln lat. Nowsze badania sugerują, że Darwinopterus żył dawniej niż 161 mln lat temu.
W 2010 roku Wang Xiaolin i współpracownicy opisali drugi gatunek Darwinopterus – D. linglongtaensis. Holotyp tego gatunku odnaleziono w Linglongta w powiecie Jianchang. Od miejsca znalezienia pochodzi epitet gatunkowy. Z tej samej lokalizacji pochodzi również holotyp gatunku D. robustodens, opisanego w 2011 roku przez Lü Junchanga i współpracowników. Epitet gatunkowy pochodzi od łacińskich słów robustus („masywny”) i dens („ząb”) i odnosi się do stosunkowo masywnej budowy zębów.